# Mikas Bog
 Mikas Bog  er en profetisk bog i det Gamle Testamente (Mika 1,1) og i den jødiske Tanakh. Mika er den 6. af De tolv små profeter.I den står, at den er skrevet af Mika fra Moresjet, en landsby i Judæa i regionen Sjefela. Bogen skriver sig fra "dengang Jotam, Ahas og Hiskia var konger i Juda". Det er 700-tallet f.Kr.
Bogen har tre hovedinddelinger: Kapitlerne 1–2, 3–5 og 6–7 indledes med befalingen "Hør" og kundgør undergang og håb. Mika klandrer uretfærdige ledere, forsvarer rettighederne for de fattige mod de rige og mægtige; mens han ser frem mod en verden i fred omkring Sion under en ny monark fra Davids æt.
Mika (מיכאל) er hebraisk og betyder "Hvem er som Jahve" eller "Hvem er som Gud".

## Indhold
- Kapitlerne 1-2 dommen mod nationerne og deres ledere
- Kapitlerne 4–5 genoprettelsen af Sion er antagelig skrevet under og efter det babylonske fangenskab som den følgende sektion;[7]
- Kapitlerne 6-7 Guds søgsmål mod Israel og udtryk for håb

Kapitlerne 1–3 indeholder materiale fra profeten Mika fra slutningen af 700-tallet f.Kr. Det seneste materiale kommer efter det babylonske fangenskab, og efter at Templet i Jerusalem blev genopbygget i 515 f.Kr. Derfor synes begyndelsen af 400-tallet f.Kr. at være den periode, hvor bogen blev fuldført.
Bogen rummer profetier om dom og løfter om genoprettelse og består stort set af domme og frelseord til Judæa og Israel. Blandt de synder, som israelitterne kritiseres for, er dyrkelse af gudebilleder og hor. Samtidigt kritiseres falske profeter og "stormænd i Israels hus" som "hader det gode og elsker det onde", og jordejere som "begærer marker og røver dem", så folk bliver hjemløse.
I 5:1, profeteres, at der skal komme en mand fra Betlehem "som skal herske i Israel". I 6:8 opsummeres kernen i profetbøgernes budskab: "Du skal handle retfærdigt, vise trofast kærlighed og årvågent vandre med din Gud."

## Forfatterskab
Bibelforskerne er stort set enige om, at bogen er skrevet af flere forfattere i lang tid trods et godt helhedsindtryk. De antager, at teksten er redigeret efter det babylonske fangenskab.
Første stadium var udsagn af den historiske Mika (kapitlerne 1–3), hvor profeten angreb dem, som samler ejendom ved undertrykkelse, og fremstiller den assyriske invasion af Judea som Jahves straf over kongedømmets korrupte ledere og profeterer om, at tempelet vil blive ødelagt. Den spådom blev ikke opfyldt, mens Mika levede, men blev først opfyldt omkring hundrede år senere.
Da Judea mødte en lignende krise med Babylonien, blev Mikas spådomme omarbejdet og udvidet efter den nye situation.
Endnu senere, efter at Jerusalem faldt for babylonerne, blev bogen revideret igen for at vise det jødiske samfund sent i - og efter fangenskabet.